# Sovietski (raïon de Sovietski)
Pour les articles homonymes, voir Sovetski.
Sovietski ou Sovietsky (en russe : Советский, en ukrainien : Совєтський) est une ville située en république autonome de Crimée, en Ukraine, occupée par la Russie depuis 2014, et est le centre administratif du raïon de Sovietski. Sa population s'élevait à 9 996 habitants en 2013.